# 몬둘키리주

몬둘키리 주

몬둘키리주(크메르어: មណ្ឌលគីរី)는 캄보디아 동부에 위치한 주로, 주도는 센모노롬이며 인구는 60,811명(2008년 기준), 면적은 14,288km2, 인구밀도는 4.3명/km2이다. 주의 이름은 크메르어로 "만다라의 산"을 뜻한다.
몬둘키리 주는 캄보디아에서 면적이 가장 넓은 주이자 인구가 가장 적은 주이며 산림과 웅장한 폭포로 유명한 주이기도 하다. 몬둘키리 주는 캄보디아의 에코투어리즘 후보 도시이기도 하다.